# Filmografia Davida Bowiego

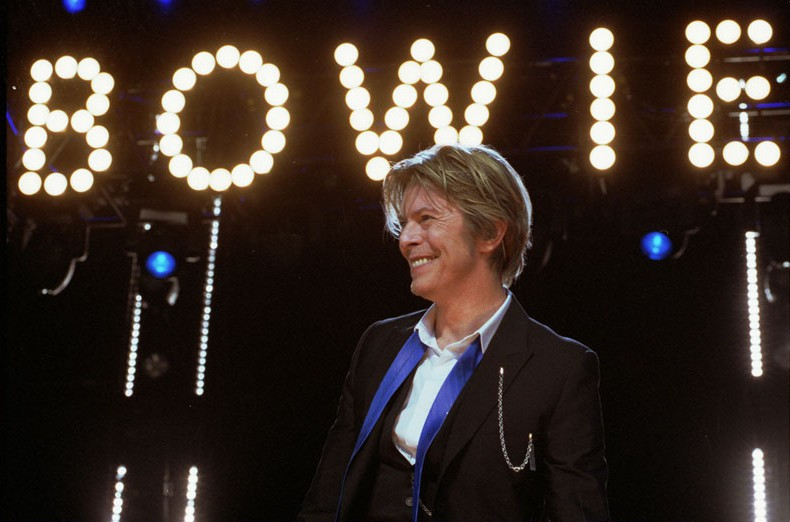
David Bowie na koncercie w Chicago (2002)

Poniższa lista przedstawia filmy i seriale telewizyjne z udziałem brytyjskiego wokalisty i muzyka Davida Bowiego. Muzyk wystąpił w głównej roli w szeregu filmów w tym m.in. takich jak: "Człowiek, który spadł na ziemię" (1976), "Zwyczajny żigolo" (1978), "Wesołych świąt, pułkowniku Lawrence" (1983), "Zagadka nieśmiertelności" (1983) oraz "Labirynt" (1986). Z kolei wśród roli drugoplanowych i epizodycznych, a także cameo znajdują się m.in. "Ostatnie kuszenie Chrystusa" (1988) i "Zoolander" (2001).

## Filmy
| Tytuł                                                                                 | Rok  | Rola                               | Uwagi                                    | Źródło |
| ------------------------------------------------------------------------------------- | ---- | ---------------------------------- | ---------------------------------------- | ------ |
| "The Image"                                                                           | 1967 | jako chłopiec                      | reżyseria: Michael Armstrong             | [ 1 ]  |
| "Niewinni żołnierze" (tytuł oryg.: "The Virgin Soldiers")                             | 1969 | jako żołnierz                      | reżyseria: John Dexter                   | [ 2 ]  |
| "Człowiek, który spadł na ziemię" (tytuł oryg.: "The Man Who Fell to Earth")          | 1976 | jako Thomas Jerome Newton          | reżyseria: Nicolas Roeg                  | [ 5 ]  |
| "Zwyczajny żigolo" (tytuł oryg.: "Schöner Gigolo, armer Gigolo")                      | 1978 | jako Paul Ambrosius von Przygodski | reżyseria: David Hemmings                | [ 6 ]  |
| "My, dzieci z dworca Zoo" (tytuł oryg.: "Christiane F. – Wir Kinder vom Bahnhof Zoo") | 1981 | jako on sam                        | reżyseria: Uli Edel                      | [ 7 ]  |
| "Baal"                                                                                | 1982 | jako Baal                          | reżyseria: Alan Clarke                   | [ 8 ]  |
| "Zagadka nieśmiertelności" (tytuł oryg.: "The Hunger")                                | 1983 | jako John Blaylock                 | reżyseria: Tony Scott                    | [ 9 ]  |
| "Wesołych świąt, pułkowniku Lawrence" (tytuł oryg.: "Merry Christmas Mr. Lawrence")   | 1983 | jako major Jack „Strafer” Celliers | reżyseria: Nagisa Ōshima                 | [ 10 ] |
| "Żółtobrody" (tytuł oryg.: "Yellowbeard")                                             | 1983 | jako marynarz udający rekina       | reżyseria: Mel Damski                    | [ 11 ] |
| "Ucieczka w noc" (tytuł oryg.: "Into the Night")                                      | 1985 | jako Collin Morris                 | reżyseria: John Landis                   | [ 12 ] |
| "Absolutni debiutanci" (tytuł oryg.: "Absolute Beginners")                            | 1986 | jako Vendice Partners              | reżyseria: Julien Temple                 | [ 13 ] |
| "Labirynt" (tytuł oryg.: "Labyrinth")                                                 | 1986 | jako Jareth the Goblin King        | reżyseria: Jim Henson                    | [ 14 ] |
| "Ostatnie kuszenie Chrystusa" (tytuł oryg.: "The Last Temptation of Christ")          | 1988 | jako Poncjusz Piłat                | reżyseria: Martin Scorsese               | [ 15 ] |
| "The Linguini Incident"                                                               | 1991 | jako Monte                         | reżyseria: Richard Shepard               | [ 16 ] |
| "Twin Peaks: Ogniu krocz ze mną" (tytuł oryg.: "Twin Peaks: Fire Walk with Me")       | 1992 | jako Phillip Jeffries              | reżyseria: David Lynch                   | [ 17 ] |
| "Basquiat – Taniec ze śmiercią" (tytuł oryg.: Basquiat)                               | 1996 | jako Andy Warhol                   | reżyseria: Julian Schnabel               | [ 18 ] |
| "Il Mio West"                                                                         | 1998 | jako Jack Sikora                   | reżyseria: Giovanni Veronesi             | [ 19 ] |
| "Everybody Loves Sunshine"                                                            | 1999 | jako Bernie                        | reżyseria: Andrew Goth                   | [ 20 ] |
| "Sekret pana Rice" (tytuł oryg.: "Mr. Rice's Secret")                                 | 2000 | jako pan Rice                      | reżyseria: Nicholas Kendall              | [ 21 ] |
| "Zoolander"                                                                           | 2001 | jako on sam                        | reżyseria: Ben Stiller                   | [ 22 ] |
| "Artur i Minimki" (tytuł oryg.: "Arthur et les Minimoys")                             | 2006 | jako on Maltazard                  | rola dubbingowana, reżyseria: Luc Besson | [ 23 ] |
| "Prestiż" (tytuł oryg.: "The Prestige")                                               | 2006 | jako Nikola Tesla                  | reżyseria: Christopher Nolan             | [ 24 ] |
| "Sierpień" (tytuł oryg.: "August")                                                    | 2008 | jako Cyrus Ogilvie                 | reżyseria: Austin Chick                  | [ 25 ] |
| "Bandslam"                                                                            | 2009 | jako on sam                        | reżyseria: Todd Graff                    | [ 26 ] |

## Seriale
| Tytuł                                                             | Rok  | Rola                        | Uwagi                                               | Źródło |
| ----------------------------------------------------------------- | ---- | --------------------------- | --------------------------------------------------- | ------ |
| "Życie jak sen" (tytuł oryg.: "Dream On")                         | 1991 | jako sir Roland Moorecock   | odc. pt. "The Second Greatest Story Ever Told"      | [ 27 ] |
| "The Hunger"                                                      | 2000 | jako The Host/Julian Priest | 20 odc.                                             | [ 28 ] |
| "Statyści" (tytuł oryg.: "Extras")                                | 2006 | jako on sam                 | odc. pt. "David Bowie"                              | [ 29 ] |
| "SpongeBob Kanciastoporty" (tytuł oryg.: "SpongeBob SquarePants") | 2007 | jako Lord Royal Highness    | rola dubbingowana, odc. pt. "Atlantis SquarePantis" | [ 30 ] |

## Filmy dokumentalne
| Tytuł                                     | Rok  | Rola        | Uwagi                                     | Źródło |
| ----------------------------------------- | ---- | ----------- | ----------------------------------------- | ------ |
| "Imagine: John Lennon"                    | 1988 | jako on sam | reżyseria: Andrew Solt                    | [ 31 ] |
| "Bob Geldof: Saint or Singer?"            | 2004 | jako on sam | reżyseria: Mike Connolly                  | [ 32 ] |
| "The Rutles 2: Can’t Buy Me Lunch"        | 2004 | jako on sam | reżyseria: Eric Idle                      | [ 33 ] |
| "Fashion Rocks"                           | 2005 | jako on sam | reżyseria: Lewis Friedman, Eugene Pack    | [ 34 ] |
| "Françoise Hardy – Tant de belles choses" | 2005 | jako on sam | reżyseria: Jean-Pierre Devilliers         | [ 35 ] |
| "The Love We Make"                        | 2011 | jako on sam | reżyseria: Bradley Kaplan, Albert Maysles | [ 36 ] |
| "Clockwork Orange County"                 | 2012 | jako on sam | reżyseria: Jonathan W.C. Mills            | [ 37 ] |
| "David Bowie: Five Years"                 | 2013 | jako on sam | reżyseria: Francis Whately                | [ 38 ] |